# Commission de transport de Toronto
Pour les articles homonymes, voir TTC et CTT.
La Commission de transport de Toronto (anglais : Toronto Transit Commission) ou TTC (ou parfois CTT) est l'agence chargée des transports en commun de la ville de Toronto en Ontario (Canada). Elle assure la gestion de trois lignes de métro, de onze lignes de tramway et de lignes d'autobus dans toute la ville. La TTC est le service de transport principal de la région métropolitaine. Elle exploite également plusieurs connexions avec les villes avoisinantes.
Un seul billet ou jeton par voyage suffit pour effectuer gratuitement la correspondance entre plusieurs lignes ou modes de transport dans un délai prescrit.

## Trams, omnibus, autobus et trolleybus
Le premier mode de transport en commun à Toronto était le service omnibus de Williams, établie en 1849, qui circulait dans la rue Yonge, la rue centrale faisant l'axe nord-sud de la ville.  En 1861 la concession est passée au Toronto Street Railway («Chemin de fer de la rue de Toronto») qui a remplacé les omnibus par des tramways hippomobiles.  En 1891 la Toronto Railway Company («Compagnie de chemin de fer de Toronto») succède au TSR et introduit rapidement les tramways électriques. Ceux-ci resteront le mode principal de transport en commun dans la ville jusqu’à la fin de la Seconde Guerre mondiale.
En 1921 le gouvernement municipal a créé la TTC pour remplacer la TRC et d'autres opérateurs privés, qui n’offraient pas un bon service. La TTC a modernisé le réseau de tramway en installant une nouvelle voie et des nouveaux véhicules, tout en expérimentant des autobus et des trolleybus.
La TTC exploite actuellement onze lignes de tramways :
- 501 Queen
- 502 Downtowner
- 503 Kingston Road
- 504 King
- 505 Dundas
- 506 Carlton
- 509 Harbourfront
- 510 Spadina
- 511 Bathurst
- 512 St. Clair

Les lignes de trolleybus créées après-guerre ont été supprimées dans les années 1990, au profit de lignes d'autobus. De même, des lignes d'autobus ont été créées dans le cadre de suppressions de lignes de tramways.
Le réseau d’autobus comprend aujourd’hui plus de 150 lignes de jour et environ une trentaine de nuit.  Presque tous les services de jour font une correspondance avec le métro, desquelles beaucoup entrent dans la zone tarifée des stations.

## Métro

Plan du métro de Toronto depuis septembre 2023.

En 1954, la TTC a ouvert sa première ligne du métro, en remplacement de la ligne de tramway la plus chargée de la ville : encore celle de la rue Yonge. Cette ligne relie Union Station au sud (la gare centrale de Toronto utilisée aujourd'hui surtout par les trains de GO Transit et de Via Rail Canada) avec un terminus suburbain à l’avenue Eglinton. La ligne comprenait alors 12 stations, et le voyage en métro ne durait plus que 14 minutes, en comparaison de la demi-heure par l'ancien tram.
La croissance du réseau a été rapide jusqu'aux années 1970, après quoi le développement du réseau s'est fait plus lentement. En 2024, le métro de Toronto est composé de trois lignes et de 70 stations, chacune (sauf la station Chester) avec correspondance aux lignes d’autobus ou de trams. Les lignes de métro sont :
| Ligne                    | Route                                       | Ouverte | Prolongée                          | Fermée | Distance | Stations |
| ------------------------ | ------------------------------------------- | ------- | ---------------------------------- | ------ | -------- | -------- |
| Ligne 1 Yonge-University | Vaughan Metropolitan Centre ↔ Union ↔ Finch | 1954    | 1963, 1973, 1974, 1978, 1996, 2017 | –      | 38,8 km  | 38       |
| Ligne 2 Bloor-Danforth   | Kipling ↔ Kennedy                           | 1966    | 1968, 1980                         | –      | 26,2 km  | 31       |
| Ligne 3 Scarborough      | Kennedy ↔ McCowan                           | 1985    | –                                  | 2023   | 6,4 km   | 6        |
| Ligne 4 Sheppard         | Sheppard-Yonge ↔ Don Mills                  | 2002    | –                                  | –      | 5,5 km   | 5        |

## Transport adapté

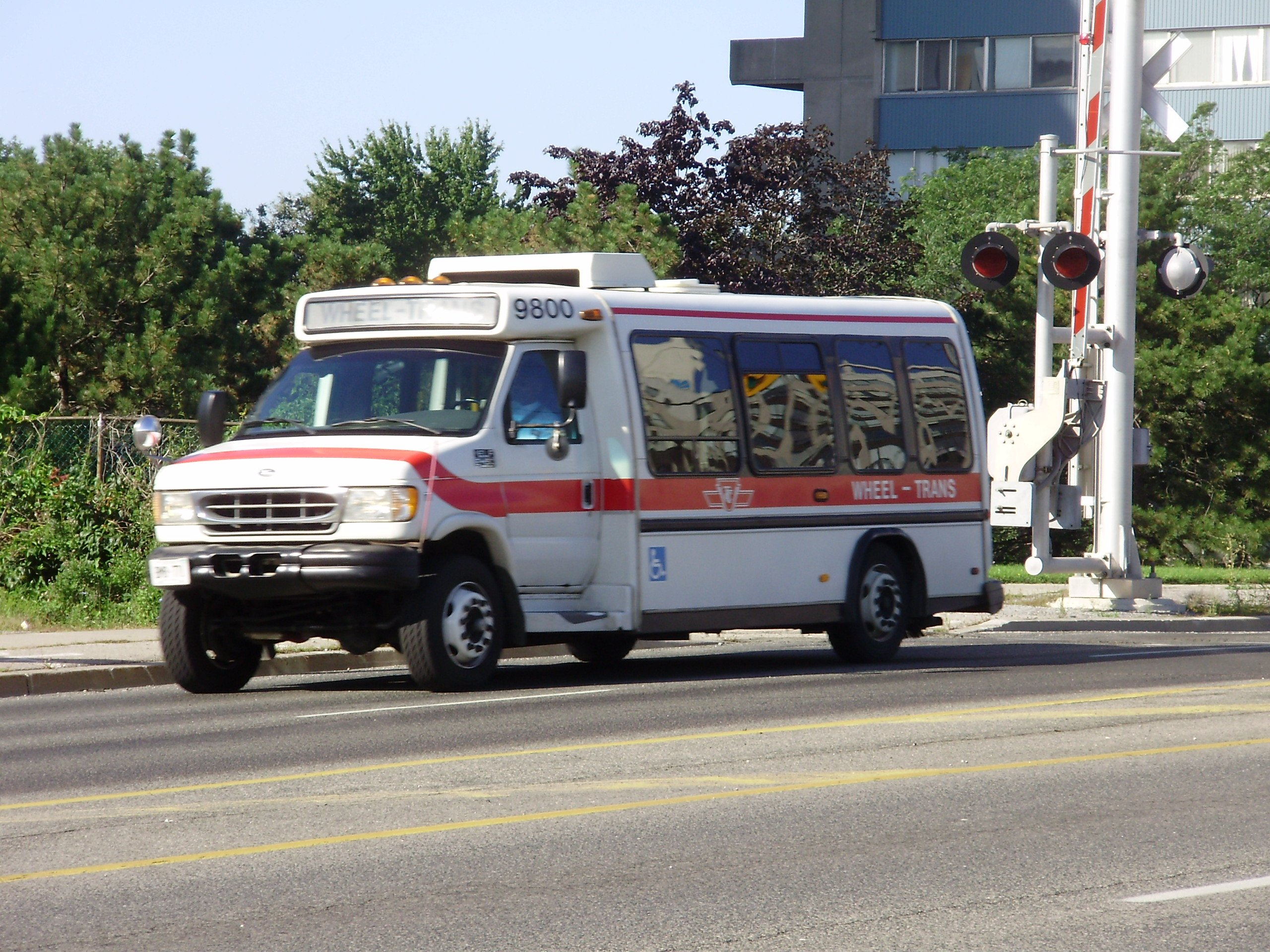
Un véhicule adapté

La TTC propose aussi une gamme de services de transport adapté. Elle comprend un service porte-à-porte qui s'appelle Wheel-Trans:1, un service d'autobus qui s'appelle Community Bus (autobus communitaire):10 et, depuis 18 mars 2019, un mode de service mixte qui s'appelle Family of Services (FOS). Certains véhicules utilisés pour le service Wheel-Trans et le service d'autobus communitaire sont exploités par des entreprises privées sous contrat:10.
Le service porte-à-porte a lancé en 1975. Pour utiliser ce service, une réservation est obligatoire.
Contrairement au service d'autobus régulier, le service d'autobus communautaire, lancé le 15 octobre 1990,  est moins fréquent, par exemple chaque 60 minutes ou plus. En 2022, le service est composé de cinq lignes:10 :

- 400 Lawrence Manor
- 402 Parkdale
- 403 Don Mills South
- 404 East York
- 405 Etobicoke

Le service FOS s'agit de nécessiter des passagers d'utiliser le réseau conventionnel pour leur trajet entier ou pour une partie de leur trajet:6. Critiqué pour être un mesure de réduction des coûts, un trajet FOS serait plus long et plus fatigant.